# Lijst van premiers van Nigeria
Hieronder staat een chronologische lijst van premiers van Nigeria.

## Premiers van Nigeria
| Nr.                                                   | Premier | Premier                            | Ambtstermijn                      | Partij                     |
| ----------------------------------------------------- | ------- | ---------------------------------- | --------------------------------- | -------------------------- |
| 1                                                     |         | Abubakar Tafawa Balewa (1912-1966) | 1 oktober 1960 - 15 januari 1966  | Northern People's Congress |
| Functie afgeschaft (15 januari 1966 – 4 januari 1993) |         |                                    |                                   |                            |
| 2                                                     |         | Ernest Shonekan (1948)             | 4 januari 1993 - 26 augustus 1993 | Onafhankelijk              |
| Functie afgeschaft (26 augustus 1993 – heden)         |         |                                    |                                   |                            |